# One in a Million (песня Guns N’ Roses)
«One in a Million» — восьмая композиция американской рок-группы Guns N' Roses с альбома G N' R Lies 1988 года. Она основана на опыте вокалиста Эксла Роуза, который был ограблен на автобусной станции Greyhound, когда он впервые приехал в Лос-Анджелес.

## Композиция
"Когда я сочинил «Мы пытались дозвониться до тебя, но ты был слишком далеко», — рассказал Роуз Мику Уоллу. «Я представлял, как [друзья] пытаются дозвониться до меня, если я исчезну или умру… Припев — „Ты один на миллион“ — как-то раз кто-то сказал мне это с сарказмом. И меня это зацепило… Когда я сказал „Полиция и ниггеры — это точно“, это было сделано, чтобы заморочить голову (коллеге по группе) Уэсу (Аркину). Потому что он не мог поверить, что я мог написать такое… Припев появился потому, что я был очень далеко; как „Рокетмэн“, Элтона Джона… Как в моей голове. Я уезжал очень далеко от всех моих друзей и семьи в Индиане»".

## Полемика
Против певца и автора текстов Эксла Роуза были выдвинуты обвинения в гомофобии, нативизме и расизме. Критик Джон Парелес отметил, что «с песней „One in a Million“ на альбоме G’n’R Lies группа создала свой образ, чтобы апеллировать к белым, гетеросексуальным, нативистским предрассудкам, осуждая черных, иммигрантов и геев, но при этом скромно извиняясь „перед теми, кто может обидеться“ в примечаниях к альбому».
В интервью Rolling Stone 1989 года Роуз объяснил текст песни:
Я использовал такие слова, как "полиция" и "ниггеры", потому что вам не разрешается использовать слово "ниггер". Почему черные люди могут подходить друг к другу и говорить: "Ниггер", а когда это делает белый парень, это вдруг становится большим унижением? Мне не нравятся границы любого рода. Мне не нравится, когда мне говорят, что я могу сказать, а что нет. Я использовал слово "ниггер", потому что это слово для описания кого-то, кто, по сути, является болью в вашей жизни, проблемой. Слово "ниггер" не обязательно означает черного. Разве у Джона Леннона нет песни "Woman Is the Nigger of the World"? Есть рэп-группа N.W.A. - Niggers With Attitude. Они гордятся этим словом. Больше власти им. Guns n' Roses неплохие... . . N.W.A. - это плохо! Мистер Боб Голдтуэйт сказал, что мы включили эти слова в альбом только потому, что это вызовет споры, и мы продадим миллион альбомов. Да пошел он! Зачем он включил нас в свою сценку? Мы не делаем что-то только ради споров и прессы"
.
Обложка GN’R Lies — шуточно-таблоидный газетный дизайн — содержала извинение за песню, предполагая, что споры ожидались. Небольшая «статья» под названием «Один на миллион», приписываемая Роузу, заканчивалась следующим образом: «Эта песня очень простая и чрезвычайно общая или обобщенная, мои извинения тем, кто может обидеться».
В ответ на обвинения в гомофобии Роуз сначала заявил, что он «за гетеросексуалов» и «я не против того, чтобы они делали то, что хотят, пока это не вредит никому другому и они не навязывают это мне», и рассказал о негативном опыте в своем прошлом, например, о дружелюбном на первый взгляд мужчине, который позволил ему переночевать на полу своего гостиничного номера, а затем попытался его изнасиловать. Позже он смягчил эту позицию и настаивал на том, что не является гомофобом, указывая на то, что некоторые из его кумиров, такие как Фредди Меркьюри и Элтон Джон, а также Дэвид Геффен, глава его звукозаписывающего лейбла, были бисексуалами или геями.
Другие, включая коллег по музыкальной индустрии, обвиняли Роуза в расизме за использование слова «ниггеры». Когда Guns N' Roses и Living Colour разогревали The Rolling Stones на концерте в Лос-Анджелесе в 1989 году, гитарист Living Colour Вернон Рид публично прокомментировал «One in a Million» во время выступления своей группы. Услышав это, Роуз предложил им сыграть эту песню в своем выступлении, «просто чтобы позлить их».
Курт Кобейн из Nirvana также обиделся, по словам тогдашнего менеджера Дэнни Голдберга: «Курт говорил о том, что он феминист, но это было в то время, когда у Guns N' Roses была песня [„One in a Million“], которая была на одном из их громких альбомов, где говорилось о ниггерах и педиках. И мы не могли придумать ничего более оскорбительного для такого человека, как Курт».
Однако к 1992 году Роуз, похоже, по-новому взглянул на песню и её текст. «Меня разозлили некоторые черные люди, которые пытались меня ограбить», — сказал он. «Я хотел оскорбить именно этих черных людей». В своих последних публичных комментариях о песне «One in a Million» в 1992 году Роуз заявил: «Для меня это был способ выразить свой гнев по поводу того, насколько уязвимым я чувствовал себя в определённых ситуациях, которые происходили в моей жизни».
Песня продолжала вызывать нарекания, так как такие издания, как WMMR, Loudwire и Medium поместили её на последнее или почти последнее место в рейтинге песен Guns N' Roses от лучших к худшим.
Песня «One in a Million» не была включена в переиздание альбома Appetite for Destruction в виде бокс-сета в 2018 году, на бонусном диске которого были представлены остальные песни G N' R Lies. Слэш объяснил, что это было коллективное решение, которое не потребовало «большого круглого стола».

## Реакция от Guns N' Roses
Перед выходом альбома Lies другие участники группы тщетно пытались заставить Роуза убрать трек из альбома. Стивен Адлер воскликнул: «Какого хрена? Это необходимо?», на что Роуз ответил: «Да, это необходимо. Я даю волю своим чувствам.» Слэш, чья мать чернокожая, отметил, что не одобряет песню, но и не осуждает своего товарища по группе, сказав в интервью Rolling Stone 1991 года: «Когда Эксл впервые придумал эту песню и очень хотел её исполнить, я сказал, что не думаю, что это очень круто… Я не жалею, что сделал „One in a Million“, я просто жалею о том, через что мы прошли из-за неё, и о том, как люди восприняли наши личные чувства»".
В 1988 году ритм-гитарист Иззи Стрэдлин сказал рок-критику Нику Кенту, что текст песни просто отражает плохие расовые отношения в центральной части Лос-Анджелеса.
В интервью 2019 года Дафф Маккаган сказал: «Одна деталь об Эксле — если вы попытаетесь соревноваться с ним интеллектуально, вы проиграете, потому что он супер умный парень… Он очень чувствительный чувак, который занимается своей учёбой. Когда мы делали эту песню, я все ещё пил, но он был намного впереди нас со своим видением: „Что-то должно быть сказано“. Это был самый жесткий способ сказать это. И вот мы перенеслись в прошлое. Так много людей неправильно истолковали эту песню, что мы удалили её… Никто её не понял».

## Участники записи
- У. Эксл Роуз — вокал, фортепиано
- Слэш — соло-акустическая гитара
- Иззи Стрэдлин — ритм-гитара
- Дафф «Роуз» Маккаган — ритм-акустическая гитара
- Стивен Адлер — перкуссия